# Sonar 2076
Le sonar 2076 est un système de détection de sonar pour sous-marin conçu par Thales pour la Royal Navy. 
Le système comprend une suite intégrée de systèmes de sonar actifs et passifs, comprenant des antennes de flanc et remorqués. Les composants connus incluent : 
- Sonar d'évitement d'obstacles de type 2077 de Parian
- Moniteur environnemental type 2081
- Sonar océanographique type 2094
- Sonar à arc actif / passif de type 2079
- Élément de proue anti-incendie type 2078
- Ensemble remorqué de type 2065
- Tableau de flanc

Les systèmes incluent des consoles de commande, des communications radio améliorées, une réduction améliorée de la signature et de nouvelles connexions flexibles pour réduire le bruit émis. Le sonar 2076 est conçu pour être intégré à la nouvelle classe Astute   et à la classe Trafalgar existante, permettant à l’ensemble de la flotte de sous-marins de la Royal Navy d’avoir un système de sonar commun. BAE affirme que le 2076 représente un « changement radical » par rapport aux sonars précédents et constitue le système de sonar le plus avancé et le plus efficace au monde. Il aurait 13 000 hydrophones, soit plusieurs fois plus que dans les systèmes précédents de la Royal Navy et plus que tout autre sonar sous-marin au monde. La possibilité d'améliorer et de conserver de hautes performances est la conséquence de l'utilisation de composants électronique du commerce, ce qui permet la mise en place d'algorithmes beaucoup plus sophistiqués par rapport aux sonars antérieurs. La puissance de traitement du système serait équivalente à 60 000 ordinateurs personnels. 
Le capitaine Ian Hughes, responsable du chantier des Swiftsure et des Trafalgar, a déclaré : « Une bonne analogie pour la performance du Sonar 2076 est que si le sous-marin était à Winchester, il pourrait suivre un autobus à impériale contournant Trafalgar Square"  à 60 miles. » 